# Jessica Shufelt
Jessica Shufelt (* 29. Mai 1990 in Rochester, New York) ist eine ehemalige US-amerikanische Fußballspielerin und -trainerin.

## Karriere
Von 2009 bis 2010 spielte Shufelt für den W-League-Teilnehmer Rochester Ravens. Zur Saison 2011 wechselte sie zum Ligakonkurrenten Ottawa Fury Women und gewann mit diesem im Jahr 2012 die Meisterschaft. Anfang 2013 wurde Shufelt während des NWSL-Supplemental Drafts in der fünften Runde an Position 40 vom Portland Thorns FC verpflichtet. Ihr Ligadebüt gab sie am 12. Mai 2013 gegen die Chicago Red Stars. Am 11. Juli 2013 gab Portland die Vertragsauflösung mit Shufelt bekannt. Dies war erforderlich, um bei der bevorstehenden Verpflichtung der US-Nationalspielerin Tobin Heath den Regularien der NWSL zu genügen.
Am 23. Juli 2013 gab der Damallsvenskan-Teilnehmer Mallbackens IF die Verpflichtung der beiden US-Amerikanerinnen Blakely Mattern und Jessica Shufelt bekannt. Nach dem Abstieg Mallbackens zum Saisonende 2013 verließ sie den Verein und wechselte zu Jahresbeginn 2014 zum französischen Erstligisten FF Yzeure Allier Auvergne, mit dem sie jedoch wiederum den umgehenden Abstieg aus der Division 1 Féminine hinnehmen musste.
Im August 2014 wurde Shufelt Co-Trainerin der Frauenfußballmannschaft des Keuka College, der Keuka Wolves. Dort rückte sie nach der Saison 2016 zur Cheftrainerin auf.

## Erfolge
- 2012: Meisterschaft in der W-League (Ottawa Fury Women)